# Miloš Stádník
Miloš Stádník (12. května 1907 Rakovník nebo Humpolec – duben 1977 Waltham, Massachusetts), byl československý právník, ekonom, statistik, vysokoškolský učitel a překladatel.

## Život
Absolvoval Právnickou Fakultu Univerzity Karlovy v Praze. V letech 1933 až 1934 studoval v Londýně. V letech 1939 až 1941 byl osobním tajemníkem Aloise Eliáše, předsedy protektorátní vlády, popraveného v roce 1942 nacisty. V letech 1945 až 1947 byl vedoucím sekretariátu Hospodářské rady předsednictva československé vlády. V roce 1947 byl československým delegátem na statistické konferenci ve Washingtonu. V roce 1947 byl jmenován docentem a v roce 1948 profesorem statistiky na Univerzitě Karlově. Později byl politicky stíhán. V letech 1958 až 1968 pracoval jako vědecký pracovník v Ekonomickém ústavu ČSAV. V roce 1968 emigroval. Od roku 1970 byl profesorem na Bentley University ve městě Waltham, Massachusetts.

## Dílo (výběr)
- Generál Eliáš a český odboj. In: Svobodné noviny : list Sdružení kulturních organisací. Roč. 1, č. 23, 17. 6. (1945), s. 2
- Národní důchod a jeho rozdělení se zvláštním zřetelem k Československu. Praha.  Knihovna sborníku věd právních a státních, 1946. 280 s.
- Národní důchod a národní spotřeba v Československu v roce 1946. Praha : Ministerstvo informací, 1947; (Orbis). 57 s.
- Sociální blahobyt a národní důchod. Praha. Knihovna Sborníku věd právních a státních, 1946; (Typus). 240 s.
- Několik statistických i nestatistických pohledů na hospodářské reformy v Jugoslávii: zpráva ze stud. cesty konané ve dnech 1.-22. září 1966. Praha: Ekonomický ústav ČSAV, 1967. 45, [1] s. Informační publikace (Ekonomický ústav ČSAV v Praze), Čís. 47.
- Některé makroekonomické aspekty potravinářského průmyslu v Československu: mezičasové srovnání (A Case Study). Praha: Ekonomický ústav ČSAV, 1968. 63 str.
- Některé poznatky z návštěvy anglických a skotských universit: (Zpráva ze studijní cesty ve dnech 27. listopadu až 24. prosince 1964). Praha: Ekonomický ústav ČSAV, 1965. 63, [1] s. Informační publikace (Ekonomický ústav ČSAV), Čís. 20.
- O koncepci národního důchodu v Maďarsku. Praha: Ekonomický ústav ČSAV, 1967. 134, [1] s. Výzkumná publikace (Ekonomický ústav ČSAV), Čís. 28.